# Schloss Mistelbach

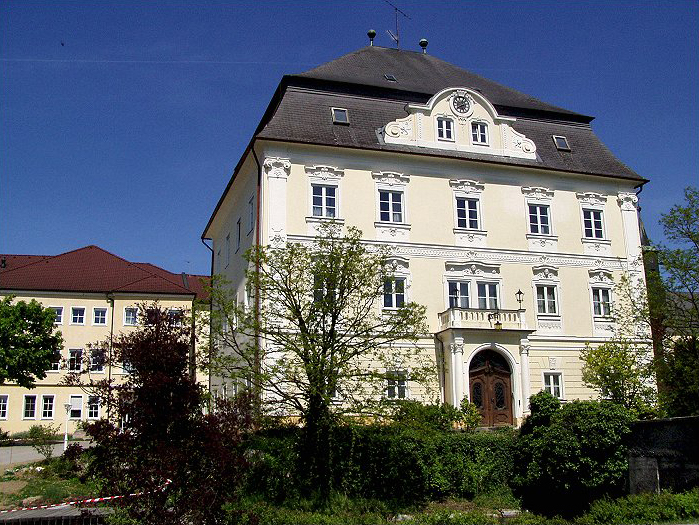
Schloss Mistelbach in der Gemeinde Buchkirchen

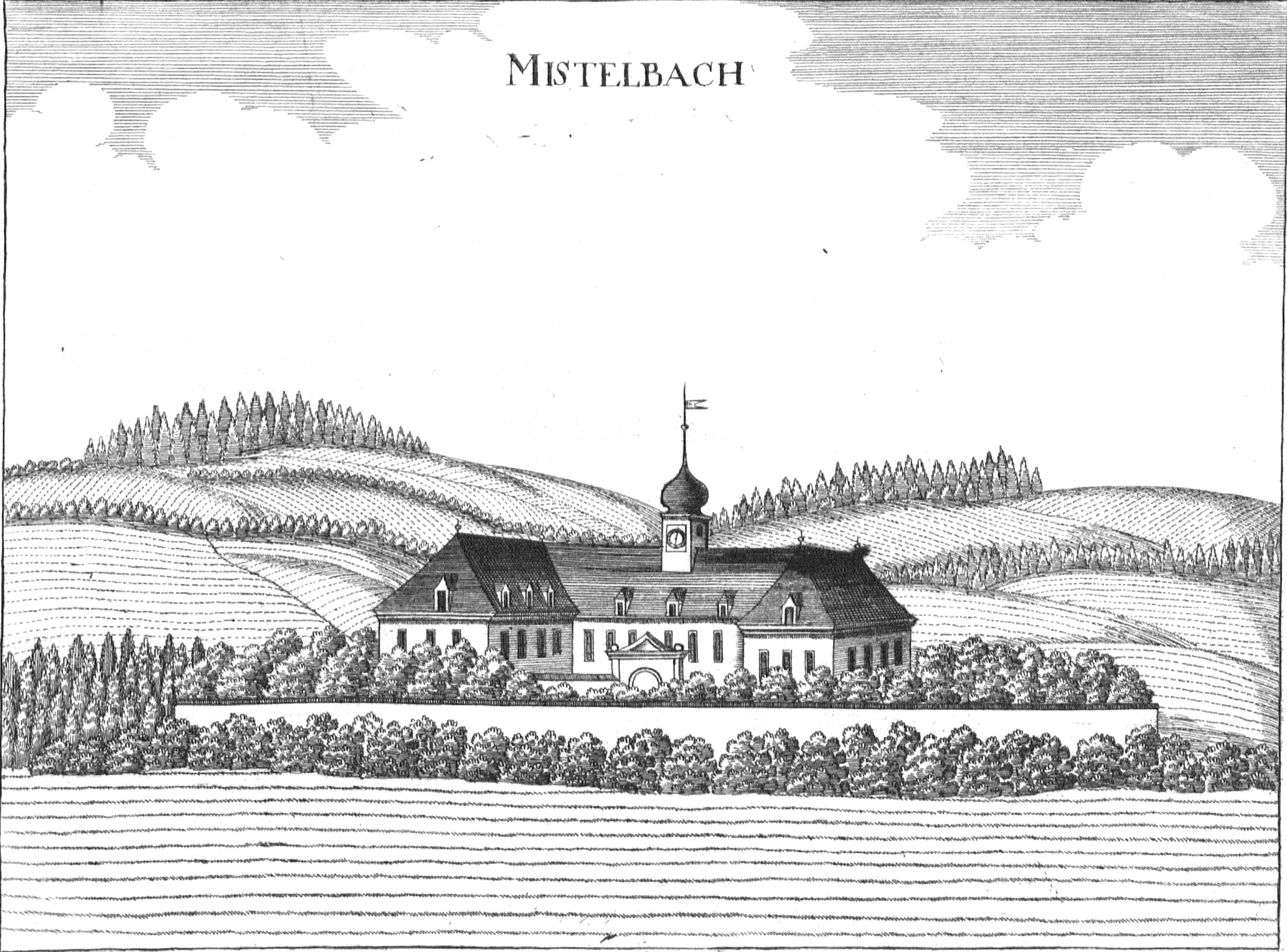
Schloss Mistelbach nach Georg Matthäus Vischer von 1674

Schloss Mistelbach liegt im Ortsteil Mistelbach der Gemeinde Buchkirchen bei Wels in Oberösterreich.

## Geschichte des Schlosses
Anstelle des heutigen Schlosses stand im Mittelalter eine Wasserburg. Diese ist erstmals 1343 als Besitz der Strachner erwähnt. Damals bekundete ein Jakob Strachner, er habe die Veste von den Schaunbergern zum Lehen erhalten.
Nach Aussterben der Schaunberger erbten die Starhemberger die Lehenshoheit über Mistelbach. Nach den Strachnern folgten die Anhanger, kurzzeitig war auch ein Weikert von Polheim schauburgischer Lehensmann. 1454 erhielt Siegmund Kirchberger, der den Grafen Bernhard Schaunburg auf der Fahrt ins Heilige Land begleitet hatte, die Burg zum Leiblehen. 1591 war Freiherr Karl von Gera der Besitzer. 1599 kam Mistelbach in den Besitz des Wolfgang von Polheim, seine Erben verkauften den Besitz an Gregor Hack von Pornimb. Diese Familie nahm den Umbau zum Wasserschloss vor. 1697 verkaufte Alexander Hack das Schloss an Hans Konstantin von Kauthen. Nach dem Tode des Grafen Thaddäus Adam von Kauthen erbte 1768 der Freiherr Wenzel von Rummerskirch die Herrschaft. Dieser verkaufte den Besitz 1772 an die Grafen Firmian, die bis 1887 die Besitzer blieben. Die Oberösterreichische Volkskreditbank erwarb dann das Schloss von Gräfin Anna von Firmian.

## Gegenwart
Der von den letzten Besitzern vorgenommene Umbau diente dazu, für die darin untergebrachte Haushaltsschule für Mädchen entsprechende Räumlichkeiten zu schaffen. Das Schloss ist nun ein dreigeschoßiger Bau im klassizistischen Stil und einem angebauten einstöckigen Flügel, so dass der Hauptbau mit dem Seitenflügel einen seitwärts offenen Hof bilden. Bei der Renovierung im Jahre 1946 verlor das Schloss seinen schon baufällig gewordenen Turm. An der Ostseite befindet sich ein kleiner Park. Heute ist das Schloss Sitz der Fachschule ÖKO Wirtschaft & Design Eigentümer des Schlosses ist das Land Oberösterreich.

Bildergalerie
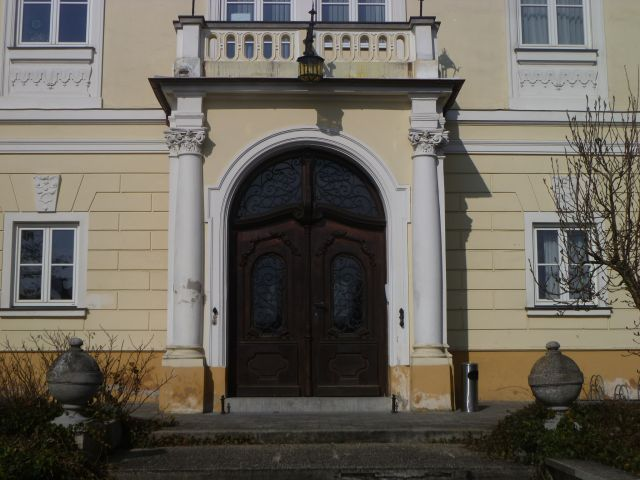
Schloss Mistelbach: Eingangsportal
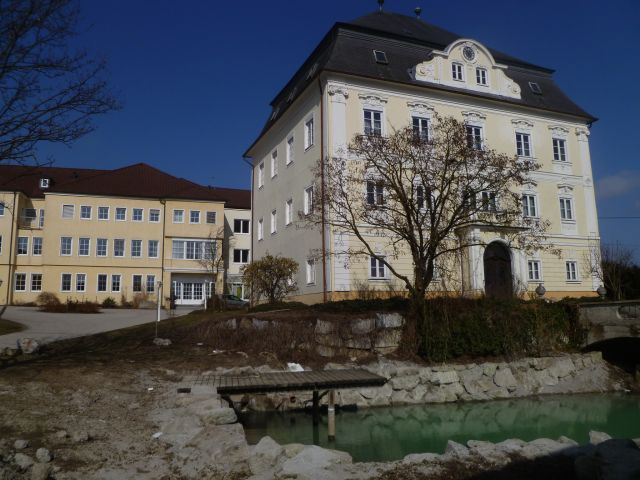
Schloss Mistelbach: Teichanlage vor dem Schloss
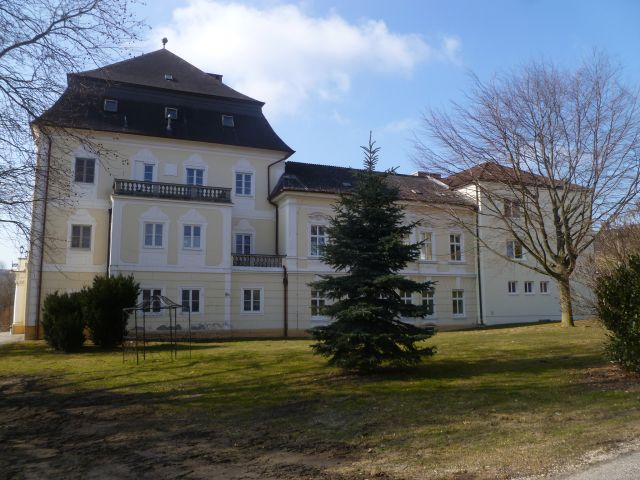
Schloss Mistelbach: Seitenansicht
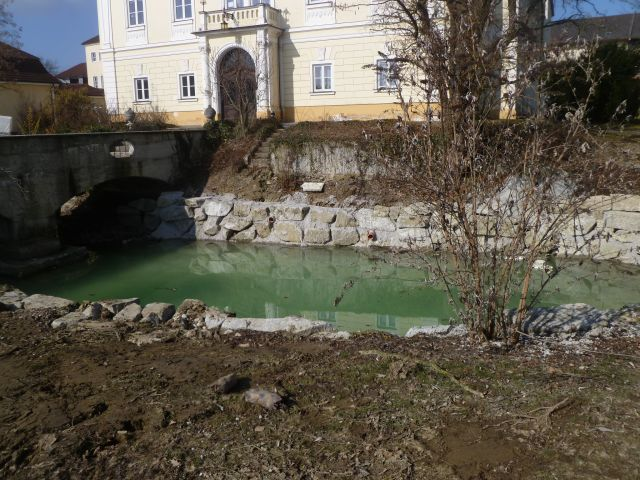
Teichanlage als Erinnerung an das ehemalige Wasserschloss Mistelbach